# Утренние фантазии
«Утренние фантазии» — картина испанского художника Сальвадора Дали, написанная в 1932 году. Находится в коллекции Музея Сальвадора Дали в Сент-Питерсберге, штат Флорида, США.

## Информация о картине
Дали обретает безукоризненную точность в трактовке форм, он ясно отдаёт себе отчёт в силе воздействия каждого элемента, который включает в свои композиции. Поэтому он и блуждает среди скал, отыскивая многообразные перспективные решения, чтобы изобразить нечто вроде могильника, поместительного и уютного, в котором покоится нежная материя, излучающая сияние, создающая энергетические поля. А вокруг — бесконечно малые элементы жизни, укореняющиеся в скалах.